# 阿比優素福
36°33′05″N 4°20′00″E / 36.55139°N 4.33333°E

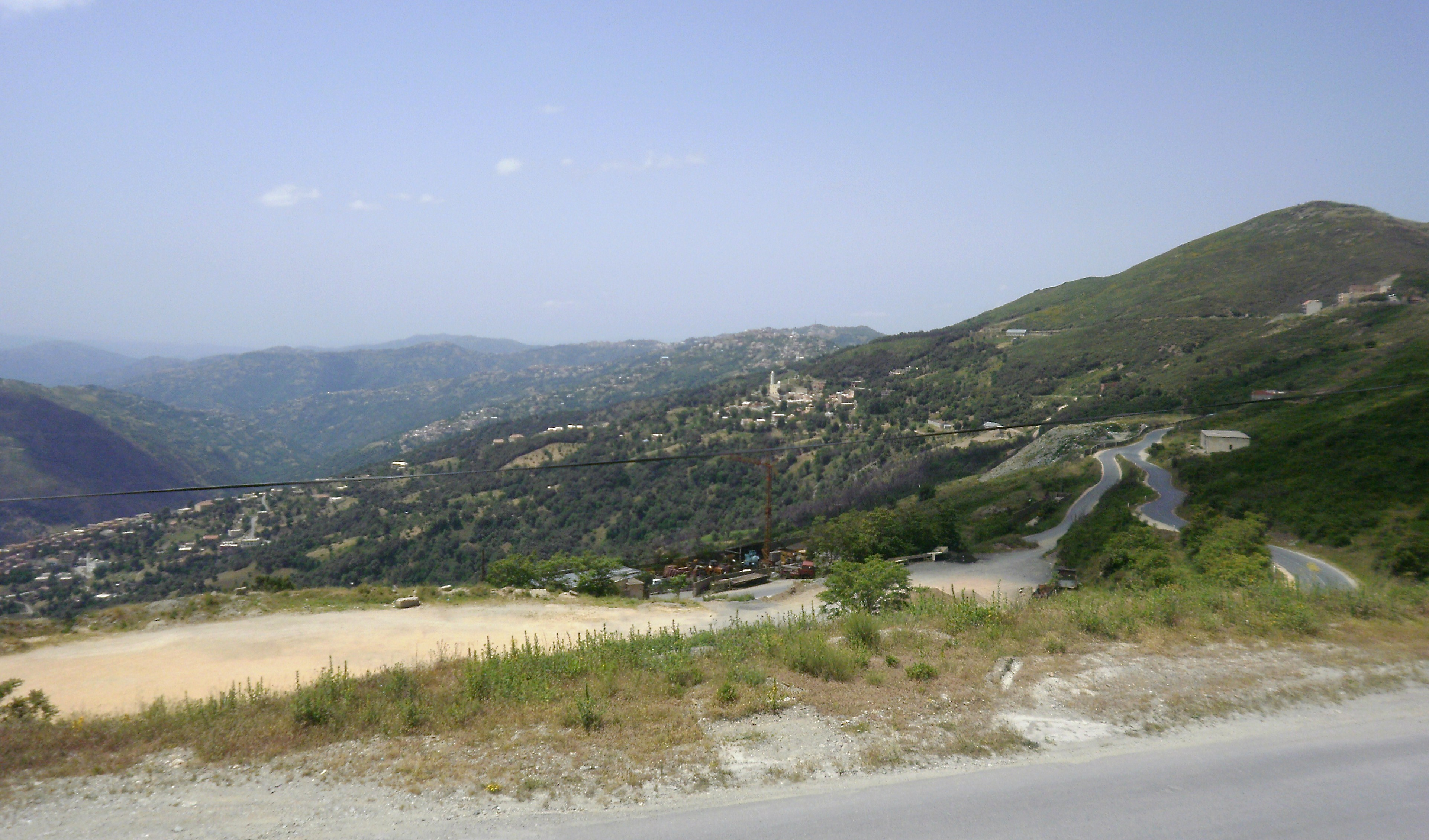

阿比優素福（阿拉伯语：‎），是阿爾及利亞的城鎮，位於該國北部提濟烏祖省，由艾因哈馬姆區負責管轄，面積17平方公里，2014年人口7,693，人口密度每平方公里456人。